# Каракотов, Салис Добаевич
Салис Добаевич Каракотов (род. 29 декабря 1953 года, Казахстан, СССР) — российский ученый в области защиты и биотехнологии растений. Академик РАН (2016, членкор 2014, членкор РАСХН с 2012), доктор химических наук (2006). С 1998 года генеральный директор компании «Щёлково Агрохим» (Подмосковье). Вице-президент Российского союза производителей химических средств защиты растений. Лауреат Национальной аграрной премии им. П. А. Столыпина.

## Биография
Родился в с. Ворошиловка Чуйского района Джамбулской области (ныне Жамбылская область) в многодетной семье, родители его были северокавказцами, высланными в Казахстан в годы войны.
В 1958 году семья возвратилась в Карачаево-Черкесию, где Салис Каракотов вырос и в 1970 окончил с золотой медалью среднюю школу.
Я с детства любил химию. А поскольку рос в станичной среде, где все занимались сельским хозяйством, меня привлекало все связанное с растениеводством.
Окончил Московский химико-технологический институт им. Д. И. Менделеева (1976) по специальности «Химия и технология основного органического синтеза», и затем до 1981 г. — аспирант там же. После окончания аспирантуры и защиты кандидатской диссертации был распределен в Щелковский филиал ВНИИ химических средств защиты растений (ВНИИХСЗР).
В 1981—1998 гг. прошёл путь от младшего научного сотрудника до руководителя Щелковского филиала (затем отделения) ВНИИХСЗР.
С образованием в 1998 году на базе Щелковского филиала ВНИИХСЗР и «Щелковского предприятия Агрохим» компании «Щёлково Агрохим» — возглавил её в должности генерального директора.
Вице-президент Российского союза производителей химических средств защиты растений.
Состоит членом диссовета альма-матер.
Опубликовано более 70 научных работ. Имеет 34 авторских свидетельства и патента на изобрения.

## Награды
- Почетный химик Российской Федерации (2001).

Заслуженный работник промышленности Московской обл. (2002).
Почетный гражданин Щелковского муниципального района.
Награжден медалями «В память 850-летия Москвы» (1997), «50 лет начала освоения целинных земель» (2005), золотой медалью «За вклад в развитие агропромышленного комплекса России» (2008) Министерства сельского хозяйства РФ, медалью «За заслуги в увековечении погибших защитников Отечества» (2011) Министерства обороны РФ, многими почетными знаками и грамотами.

## Семья
Женат, две дочери.